# Mauricio Soria
Mauricio Ronald Soria Portillo (Cochabamba, 1º giugno 1966) è un allenatore di calcio ed ex calciatore boliviano.

## Caratteristiche tecniche
Portiere dal buon senso della posizione, era in grado di dirigere con perizia la propria difesa; era anche dotato di pronti riflessi.

## Carriera

### Club
Soria iniziò la propria carriera nell'Aurora della natia Cochabamba: inizialmente secondo portiere, divenne titolare a partire dalla Liga del Fútbol Profesional Boliviano 1985. Lasciò l'Aurora per il The Strongest nel 1987; una volta disputata la stagione con la società di La Paz fece ritorno al club di partenza. Nel 1989 giocò con l'Always Ready, mentre nel 1990 firmò per il Destroyers. Con la divisa della compagine di Santa Cruz de la Sierra ottenne la convocazione in Nazionale e il trasferimento all'Oriente Petrolero, ove trovò poco spazio, assommando due presenze nella stagione 1991. Tornò pertanto al Destroyers, stabilendosi come titolare: nel 1994 fu il Bolívar ad acquistarlo. Giunto nuovamente nella capitale, divise il ruolo di estremo difensore con il camerunese Thomas N'Kono, partecipando alle vittorie in campionato del 1994 e del 1996. Nel 1997 lasciò i pali del Bolívar per accasarsi al Wilstermann. Nel club rossoblu rimase fino al 2002, ancora una volta come prima scelta nel proprio ruolo:  nella seconda parte della sua carriera segnò anche cinque gol, sia su calcio di rigore  che su calcio di punizione. Ceduto al The Strongest, con i gialloneri vinse entrambi i tornei nella stagione 2003. Si ritirò nel 2005, con la maglia dell'Aurora.

### Nazionale
Nel 1991 venne incluso nella lista per la Copa América. In tale torneo non giocò alcun incontro, così come nel corso della Copa América 1995. Nel 1995 aveva esordito in Nazionale: due anni dopo fu nuovamente chiamato per la Copa América; ancora una volta, la sua partecipazione si limitò alla panchina. Nel 2000-2001 prese parte a sei partite delle qualificazioni al campionato mondiale di calcio 2002.

## Palmarès

### Club

#### Competizioni nazionali
- Campionato boliviano: 5

Bolívar: 1994, 1996
Wilstermann: 2000
The Strongest: Apertura 2003, Clausura 2003